# Pakistan na Mistrzostwach Świata w Lekkoatletyce 2019
Pakistan na Mistrzostwach Świata w Lekkoatletyce 2019 – reprezentacja Pakistanu podczas mistrzostw świata w Doha liczyła tylko jednego zawodnika, lekkoatletę Arshada Nadeema specjalizującego się w rzucie oszczepem.

## Skład reprezentacji

### Mężczyźni
| Arshad Nadeem | rzut oszczepem | 81,52 m | 16. | NQ | NQ | NQ | NQ |